# Карпе
Карпе (пол. Karpie, нім. Karpfreiss) — село в Польщі, у гміні Пшемкув Польковицького повіту Нижньосілезького воєводства.
Населення — 150 осіб (2011).
У 1975-1998 роках село належало до Легницького воєводства.

## Демографія
Демографічна структура станом на 31 березня 2011 року:
|          | Загалом | Допрацездатний вік | Працездатний вік | Постпрацездатний вік |
| -------- | ------- | ------------------ | ---------------- | -------------------- |
| Чоловіки | 75      | 20                 | 48               | 7                    |
| Жінки    | 75      | 16                 | 41               | 18                   |
| Разом    | 150     | 36                 | 89               | 25                   |